# Carlo Gambino
Carlo Gambino   (Palerm, 24 d'agost de 1902 - Massapequa, 15 d'octubre de 1976) fou un destacat cap de la família criminal Gambino, una de les cinc famílies que integren la Cosa Nostra italoamericana a Nova York. Després de l'assassinat de Albert Anastasia el 1957, Gambino va convertir-se en cap de l'organització que acabaria duent el seu cognom i, durant la seva etapa criminal, controlà alguns dels sindicats de treballadors més importants de la costa est dels Estats Units d'Amèrica.
Sota el seu lideratge i aprofitant la davallada de les altres quatre organitzacions criminals, la família Gambino va convertir-se en l'organització més important en volum de negoci, zones d'influència i nombre de membres i afiliats de tota la Cosa Nostra italoamericana. A diferència d'altres caps criminals, Gambino va morir per causes naturals a l'edat de 74 anys i mentre encara exercia el control de l'organització. Poc abans de la seva mort, Gambino va designar el seu cosí Paul Castellano com a futur cap de la família criminal.

## Biografia
Nascut el 24 d'agost de 1902 al municipi de Caccamo, a Sicília, Carlo Gambino fou el segon dels sis fills del matrimoni entre Tommaso Gambino i Felicia Castellano. La seva era una família que pertanyia a la Cosa Nostra siciliana i es creu que ell va passar a formar-ne part poc abans d'emigrar cap als Estats Units. Durant la seva adolescència, Gambino començà a treballar com a noi d'encàrrecs a l'organització dirigida per Vito Cascio Ferro, un important cap criminal de la Cosa Nostra siciliana establert a Palerm.
A finals de 1921 i poc abans que Benito Mussolini prengués el poder a Itàlia, Carlo Gambino s'embarca a bord del vaixell de càrrega S.S. Vincenzo Florio i abandona el seu país natal amb dinou anys. El 23 de desembre de 1921 desembarca al port de Norfolk, Virgínia, entrant als Estats Units de forma il·legal i instal·lant-se al pis d'uns familiars materns ubicat a Navy Street, Brooklyn. Un cop a Nova York, Gambino comença a treballar en una empresa de transport propietat de la família Castellano i on ja hi treballaven dos cosins seus per part de mare, Paul i Petter Castellano. Poc temps després de la seva arribada i un cop aconseguí els diners, Carlo Gambino pagà els bitllets dels seus germans Paolo i Giuseppi per tal que puguéssin escapar d'Itàlia abans de la Marxa sobre Roma i presa de poder de Mussolini l'octubre de 1922.

### Etapa criminal
El primer contacte de Carlo Gambino amb la delinqüència organitzada als Estats Units va ocórrer a principis de 1922 a raó de l'anomenada Llei Seca, que prohibia la fabricació i distribució de begudes alcohòliques i que havia entrat en vigor el 17 de gener de 1920. L'empresa de transports de la família Castellano va instal·lar a Gambino com a conductor dels camions que transportaven licor clandestí. Poc temps després però, Gambino és reclutat per un criminal establert a Brooklyn anomenat Francesco Chiccio Scalise i d'aquesta manera passa a formar part d'una organització criminal major dirigida per Giuseppe Masseria. Es creu que Gambino va treballar en diferents fases del negoci del licor clandestí, des de la fabricació fins a la distribució i contraban però que finalment va centrar-se en la comercialització, aconseguint que diversos locals de Nova York adquirissin el licor de la banda. És durant aquest període que Gambino entra en contacte amb individus com Charles Luciano, Vito Genovese, Frank Costello, Albert Anastasia o Meyer Lansky.
Durant els anys de la prohibició, Gambino fou detingut en diverses ocasions i gairebé sempre per delictes relacionats amb el licor clandestí però en la majoria de casos quedà en llibertat sota fiança.
El 1930 esclatà la coneguda com a Guerra de Castellammare, un enfrontament armat entre la família criminal Masseria de East Harlem i el clan de Castellammare de Brooklyn. Salvatore Maranzano, un criminal originari de Castellammare del Golfo va emigrar als Estats Units en algun moment de la primera meitat dels anys vint i passà a formar part del clan de Castellammare de Brooklyn. Degut al seu passat com a cap criminal a Itàlia, Maranzano va moure's ràpidament i amb certa facilitat dins la jerarquia criminal del clan de Castellammare fins a assolir la posició de sotscap. Després de dos anys d'enfrontaments, Giuseppe Masseria mor el 15 d'abril de 1931 a traïció de Charles Luciano i mentre ambdós estaven reunits al restaurant Nuova Villa Tammaro de Coney Island. Amb la mort de Masseria, Maranzano s'autoproclamà líder de la Cosa Nostra italoamericana, un títol que es coneix com a «cap de tots els caps» o Capo di Tutti Capi. Ell fou qui ordenà la creació de cinc famílies criminals a la ciutat de Nova York, cadascuna amb un líder (súbdit de Maranzano) i territori determinat. D'aquesta manera, s'instal·là Luciano com a cap de la família criminal Masseria, Tommy Gagliano com a cap de la família criminal Reina, Joseph Bonanno com a cap de la família criminal Bonanno, Joe Profaci com a cap de la família criminal Profaci i Vincent Mangano com a cap de la família criminal Mangano. En aquesta distribució, Carlo Gambino va convertir-se en capità o caporegime de la família criminal Mangano de Brooklyn.

### Família criminal Gambino
L'origen de la família criminal Gambino es remunta a mitjans de 1931 quan Salvatore Maranzano dividí la delinqüència organitzada a la ciutat de Nova York en cinc famílies criminals. Després de la mort de Maranzano el 10 de setembre de 1931, l'establiment que ell va fer de les diferents famílies va mantenir-se i, en el cas de l'organització Mangano, Vincent Mangano n'era el cap, Albert Anastasia el sotscap o sotocapo i Carlo Gambino era un dels capitans o caporegime.
A diferència d'altres criminals, Gambino va seguir amb el negoci del licor clandestí fins i tot després de l'abolició de la Llei Seca el 1933, adquirint diverses instal·lacions dedicades a destil·lar i emmagatzemar licor en indrets com Long Island, Brooklyn, Staten Island, Nova Jersey i ciutats importants de l'estat de Nova York com Albany, Rochester, Buffalo o Syracuse. El 1937 un tribunal federal de Brooklyn acusà a Gambino i a altres col·laboradors d'estar involucrats en el negoci de licor clandestí i de conspiració per estafar a la hisenda pública per una quantitat de 300.000 dòlars. Després del judici celebrat a Filadèlfia el tribunal considerà que Carlo Gambino era culpable dels càrrecs d'evasió d'impostos i el condemnà a 22 mesos de presó i multa de 2.500 dòlars. El 23 de maig de 1939 ingressa a la presó federal de Lewisburg, Pennsilvània, però queda en llibertat sota fiança quatre dies després fins que el novembre d'aquell mateix any el Tribunal Suprem declarà nul el judici ja que la fiscalia havia utilitzat gravacions no autoritzades.
Després que els Estats Units entressin a la Segona Guerra Mundial el desembre de 1941, els germans Carlo i Paul Gambino decideixen fer negoci a través de la venda de cartilles de racionament. En un primer moment les roben directament de dependències de la Office of Price Administration però ràpidament opten per comprar-les a treballadors públics que les robaven. Es creu que gràcies als diners obtinguts durant aquest període, Gambino expandeix els seus negocis legals per incloure-hi tot un seguit de carnisseries, forns, supermercats, restaurants, locals d'oci nocturn i empreses diverses com les dedicades a la importació de productes d'origen italià com el formatge, olives o oli. A excepció de l'empresa SGS Associates Inc., el seu nom mai va aparèixer en cap document oficial que el vinculés amb els seus negocis legals sinó que es valia de terceres persones per controlar-los.
Desaparició de Vincent Mangano

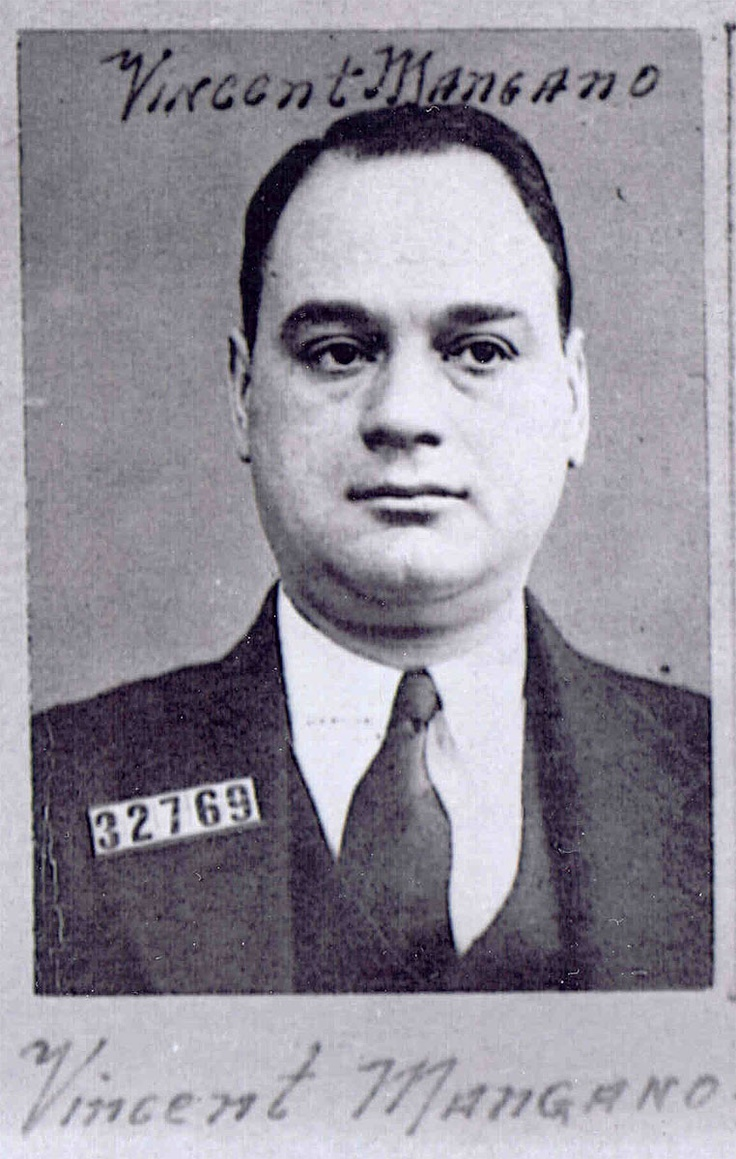
Vincent Mangano fou el cap de la família criminal Gambino fins a la seva desaparició el 18 d'abril de 1951.

Un dels assassinats més famosos encarregats i duts a terme per Anastasia foren els dels germans Mangano. El 18 d'abril de 1951 desaparegueren ambdós Philip i Vincent Mangano, cap criminal de la futura família criminal Gambino. Philip Mangano fou trobat l'endemà, sense vida i flotant a la vora dels aiguamolls de Bergen Beach, Jamaica Bay, Brooklyn. El cos de Vincent Mangano no ha aparegut mai però es creu que fou assassinat a mans del mateix Anastasia. Es creu que mentre Philip Mangano fou assassinat a ordres de Anastasia, el seu germà Vincent fou tirotejat per Anastasia, dut a mar obert, cada peu de la víctima introduït en un recipient de ciment i posteriorment llençat a l'aigua. Es creu que l'assassinat d'ambdós germans fou aprovat per Frank Costello i Charles Luciano. Després de la desaparició de Mangano i de defensar davant la Comissió que va actuar en defensa propia ja que Mangano volia acabar amb la seva vida, la Comissió aprovà el relleu i Anastasia es convertí en cap criminal de la família criminal Gambino mentre que Frank Scalise va ascendir a la posició de sotscap. Scalise fou el sotocapo de l'organització fins al 17 de juny de 1957, quan fou assassinat mentre comprava fruita a una fruiteria del Bronx. Es creu que l'assassinat, ordenat per Anastasia amb prèvia autorització de Luciano, fou el càstig per vendre l'ingrés de nous membres dins l'organització. En comptes d'ascendir a individus que feia temps que treballaven per la família criminal, Scalise rebia diners d'aquells qui volien formar-ne part. Després de la mort de Scalise, Carlo Gambino ascendí a sotscap de l'organització que acabà portant el seu cognom, la família criminal Gambino.
Mort de Albert Anastasia

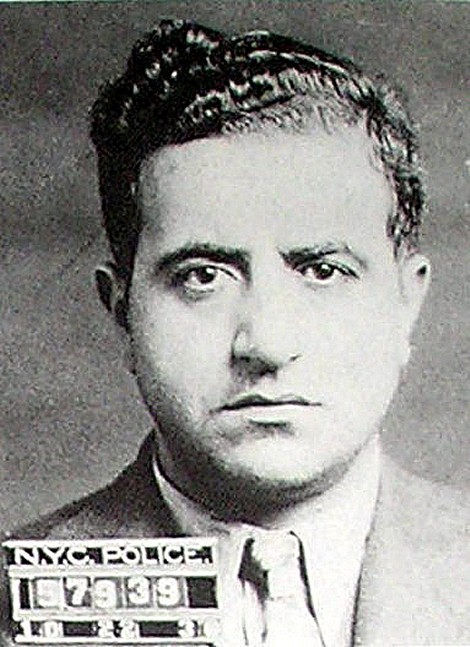
Albert Anastasia es convertí en cap de l'organització després de la desaparició de Mangano i fins al dia del seu assassinat el 25 d'octubre de 1957.

La desaparició i més que probable mort de Vincent Mangano significà la primera vegada que un cap criminal era traït des de la re-estructuració de la Cosa Nostra el 1931. Aquest fet va comportar cert malestar entre alguns individus com Vito Genovese que, tot i ser el sotscap de l'organització dirigida per Frank Costello, havia establert aliances amb caps criminals com Tommy Lucchese o Stefano Magaddino i la seva influència dins la Cosa Nostra italoamericana era cada vegada major. A principis dels anys cincuanta Costello va denunciar davant la Comissió que Lucchese volia matar Anastasia. Es creu que l'enemistat que compartien Genovese i Lucchese amb Anastasia sumat a l'ambició d'ambdós de governar la Comissió va provocar que la relació entre ells es tensés fins a la intervenció de Joseph Bonanno (cap de la família criminal Bonanno). En la reunió de la Comissió celebrada el 1951 i on Lucchese fou acusat de tramar un pla per acabar amb la vida de Anastasia, Bonanno va aconseguir calmar la situació i establir el que es conegué com a Pax Bonanno, un pacte de no-agressió entre els caps Lucchese i Genovese amb Albert Anastasia.
Tot i l'intent d'establir la pau, els rivals de Anastasia van aprofitar que Bonanno es trobava de viatge a Itàlia per assassinar-lo el 25 d'octubre de 1957 a la barberia Grasso de l'hotel Park Sheraton de Manhattan. Poc després de les 10 de mati quatre homes entraren dins l'hotel i dos d'ells dins la barberia on dispararen contra Albert Anastasia fins causar-li la mort. Mai s'ha sabut del cert qui eren els quatre atacants ni qui va ordenar l'assassinat però es creu que els germans Joe, Larry i Albert Gallo formaven part del grup que va acabar amb la vida de Anastasia i que ho van fer a ordres de Genovese, Gambino i Profaci. Després de la mort de Anastasia Carlo Gambino va ascendir al lideratge de la família criminal.

### Conferència a Apalachin
La conferència a Apalachin el 14 de novembre de 1957 fou una reunió de la Comissió que tenia per objectiu consolidar la posició de caps criminals com Carlo Gambino, substituint el difunt Anastasia com a cap de la família criminal Gambino, i Vito Genovese, en substitució de Frank Costello com a cap de la família criminal Genovese. L'anterior reunió de la Comissió de 1956 fou presidida per Bonanno i va celebrar-se a la mateixa finca de Joseph Barbara a Apalachin. La creixent dificultat de Barbara per corrompre els agents de policia de la població d'Apalachin i la descuidada organització de la trobada per part d'individus com Vito Genovese o Stefano Magaddino, amb grans caravanes de luxosos cotxes negres circulant per un poble petit, no van fer més que aixecar les sospites de les autoritats. Aquest fet va provocar que la policia instal·lés controls a les carreteres i camins propers a la finca amb l'objectiu d'identificar els participants de la trobada. La identificació de coneguts membres de la delinqüència organitzada va acabar amb la detenció de 58 individus i la trobada de mafiosos va rebre un important ressò mediàtic ja que per primera vegada es va poder demostrar l'existència d'una associació de criminals als Estats Units. Alguns dels identificats per la policia i els mitjans de comunicació foren importants caps criminals com Vito Genovese, Carlo Gambino, Joe Profaci o Joe Magliocco mentre que altres com Tommy Lucchese van poder escapar corrents pels boscos que rodejaven la finca.
Tot i el ressò mediàtic que va comportar la intervenció policial durant la conferència i les penes de presó i multa que van rebre molts dels detinguts, Carlo Gambino va poder esquivar la persecució judicial gràcies a una sèrie de problemes cardíacs. Aquests problemes de salut també li serveixen per esquivar una sèrie d'intents per part de la fiscalia de deportar-lo a Itàlia.

### Carlo Gambino com a cap
Al convertir-se en cap després de la mort de Anastasia, Gambino col·loca a Joseph Riccobono com a conseller i a Joseph Biondo, més conegut com a Joe Banty, com a sotscap. Riccobono, qui morí a mitjans de 1975, va ser substituït pocs anys abans per Joseph N. Gallo mentre que Biondo fou reemplaçat el 1965 per Aniello Dellacroce.
El 17 d'abril de 1959 i disset mesos després de ser proclamat nou cap de l'organització, Vito Genovese fou condemnat a 15 anys de presó per tràfic de drogues en un cas on se sospita que Luciano, Costello i Gambino van pagar diners per tal d'implicar-lo en la trama i així provocar-ne l'empresonament. Tot i poder dirigir la seva família criminal des de la presó federal d'Atlanta, el poder i influència de Genovese disminuí en favor de Carlo Gambino.

Es creu que tan Gambino com també l'organització que dirigia van aprofitar el buit de poder en les altres famílies després de les morts dels caps Thomas Lucchese, el 13 de juliol de 1967, i de Vito Genovese, el 14 de febrer de 1969, per consolidar-se com l'organització més important en volum de negoci, zones d'influència i nombre de membres i afiliats de tota la Cosa Nostra italoamericana. La mort dels dos caps, sumat a la jubilació de Joseph Bonanno com a cap de la família criminal Bonanno el 1968, van convertir a Gambino en secretari general de la Comissió i en l'home de més importància dins la Cosa Nostra. Després de la mort de Lucchese el 1967, l'organització dirigida per Gambino substituí a la família criminal Lucchese en el control i influència al Garment Disctrict o centre de la moda de Nova York, on se supervisaven tots els processos del món de la moda; des del disseny i producció fins a la venda a l'engròs i al detall. A través de terceres persones, Carlo Gambino va adquirir la Peggy Ann Dress Company i la Linda Ann Fashions Incorporated, dues empreses tèxtils de Manhattan. Durant la seva etapa com a cap criminal i fins al dia de la seva mort, Carlo Gambino va tenir control directe sobre importants sindicats de treballadors com la Teamsters Union o la International Longshoreman's Union, entre d'altres, i que incloïen negocis tan diversos com la construcció, la gestió de residus, l'aeroport John F. Kennedy o els ports de Nova York i Nova Jersey. Es creu que els negocis que la família Gambino tenia a l'aeroport John F. Kennedy foren facilitats per Tommy Lucchese després que Thomas Gambino es casés amb Frances Lucchese. Un dels sistemes que aportava més diners a la família criminal era el robatori de mercaderies que arribaven amb avió i que després de ser robades eren venudes al mercat negre. A més, l'organització Gambino aconseguí crear un càrtel en la gestió de residus de la ciutat de Nova York, on després d'absorbir tota la competència existent, les empreses gestionades per l'organització cobraven a l'administració quantitats de diners desmesurades per recollir i gestionar els residus. Una tècnica similar d'extorsió va aplicar-se al Garment District o districte de la moda de Nova York després que la família criminal controlés les associacions de transportistes; quan les empreses tèxtils no pagaven una quota extra per transportar el seu producte, els transportistes es negaven a transportar les peces tèxtils de l'empresa en qüestió a les botigues o centres de distribució.

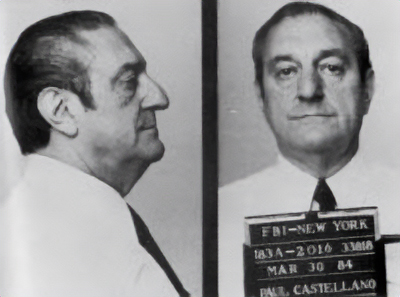
Paul Castellano fou un capità de la família criminal Gambino i qui acabà substituint a Gambino com a cap de l'organització el 1976.

La discreció de Gambino l'hora de dirigir l'organització que duia el seu cognom va provocar que investigacions d'autoritats nord-americanes com les dutes a terme per l'FBI durant gran part de la seva vida, no fossin capaces de destapar les seves activitats criminals. Tot i aconseguir realitzar diverses escoltes en llocs clau com la mateixa casa de Gambino i lloc des d'on gestionava la seva organització a 2230 Ocean Parkway de Brooklyn, les autoritats federals no sabien què s'hi discutia ja que en les múltiples reunions i trobades que Gambino mantenia amb el seu personal, tots parlaven en clau o es comunicaven en gestos. En diverses ocasions, l'FBI va manifestar que en algunes de les trobades només s'hi escoltava l'expressió frog legs. Anys després es va saber que aquesta era la paraula clau quan algun membre de l'organització volia acabar amb la vida d'algú altre. En aquests casos Gambino responia movent el cap, aprovant o denegant la petició. En d'altres ocasions, Gambino mantenia reunions mentre es desplaçava en cotxe per tal d'evitar ser observat per les autoritats.
Acusacions de narcotràfic
Tal com va passar amb altres criminals de l'època com Charles Luciano o Joseph Bonanno, se sospitava que Carlo Gambino estava involucrat en el negoci de substàncies estupafaents i, concretament, d'estar associat amb Luciano en una xarxa internacional de tràfic d'heroïna entre Sicília i els Estats Units. Tot i ser objecte de diverses investigacions policials i després que alguns membres de la seva organització rebessin condemnes relacionades amb el tràfic de drogues, Carlo Gambino mai fou formalment acusat. D'igual manera, Gambino havia manifestat un fort rebuig a que tan ell com els membres de la seva organització s'involucressin en aquest tipus de negocis.

## Mort
Carlo Gambino morí d'una parada cardiorespiratòria a la seva residència de 34 Club Drive de Massapequa (Long Island), el 15 d'octubre de 1976 i a l'edat de 74 anys. La missa va celebrar-se el 18 d'octubre a l'església de Our Lady of Grace de Brooklyn, en un acte privat on van assistir-hi unes 350 persones. Finalment, el cos de Gambino fou dipositat a la cripta familiar al cementiri de St. John, Queens, Nova York.

## Vida personal
Durant la seva infantesa, Gambino va mantenir una gran amistat amb Thomas Lucchese, futur cap de la família criminal Lucchese i amb qui es retrobà anys després a Nova York. El 1962 Thomas Gambino, fill de Carlo Gambino, va contraure matrimoni amb Frances Lucchese, filla de Thomas Lucchese.
Després de la seva arribada als Estats Units, Gambino va viure al pis d'uns familiars materns a Brooklyn, barri on seguí visquent durant anys tot i que en diferents adreces. Es creu que la matriarca de la família Castellano era una tieta de Gambino i fou ella la que va orquestrar el matrimoni entre els cosins Carlo i Kathryn. El 5 de desembre de 1926 Carlo Gambino es va casar a Brooklyn amb Kathryn Castellano, una cosina seva per part de mare. Poc després del casament el matrimoni compra i es trasllada a una casa ubicada a 2230 Ocean Parkway, Brooklyn. Aquesta propietat, juntament amb una casa d'estiu que el matrimoni va comprar al número 34 Club Drive de Massapequa, Long Island, Nova York, esdevindrien les dues residències principals de la família. A diferència d'altres caps de la Cosa Nostra italoamericana, Gambino mai va adquirir cotxes de luxe o propietats ostentoses en zones de classe alta sinó que preferí mantenir un estil de vida propi d'algú de classe mitja i que evités aixecar sospites.
El 22 de setembre de 1927 nasqué Phyllis Gambino, la primera i única filla del matrimoni. Dos anys després, el 23 d'agost de 1929, neix Thomas Gambino, qui anys després es casaria amb la filla de Thomas Lucchese i estaria involucrat amb la família criminal Gambino. El 1936 néix Joseph Gambino, tercer fill del matrimoni i qui, juntament amb el seu germà Thomas, controlaria diverses empreses de transports del districte de la moda de Nova York, ambdós com a membres de la família criminal Gambino. Vuit anys més tard, el 1944, neix Carlo Gambino Jr., l'últim fill del matrimoni.
El 29 de juliol de 1935 Gambino es desplaça al Canadà per després entrar als Estats Units de forma legal a la població fronterera de Rouses Point, Nova York. A finals de 1957 i poc després de la famosa Conferència de Apalachin, Gambino pateix una sèrie de problemes cardíacs i ingressa al Flower Hospital de la Cinquena Avinguda on el 9 de desembre se li practica una intervenció quirúrgica. Durant la resta de la seva vida, Gambino fou ingressat en diverses ocasions per problemes cardíacs i, sigui per casualitat o no, gairebé sempre els patia quan s'aproximava alguna citació judicial. Degut al seu delicat estat de salut, Gambino va poder liderar la seva família criminal fins al dia de la seva mort sense gairebé trepitjar cap tribunal. Kathryn Castellano morí el 6 d'agost de 1971 a l'edat de 63 anys víctima d'un càncer i fou enterrada a la cripta familiar al cementiri de St. John, Queens.

## Llibres
- Meskil, Paul; Pierre, James: Don Carlo: Boss of Bosses. Ironworks Publishing Company, 2020. ISBN 978-1734900019
- Pierre, James: Gambino: The Rise. Story Merchant, 2015. ISBN 978-0990943617